# Diskriminator
Als Diskriminator (lat. discriminare = trennen, scheiden) werden verschiedene Geräte oder Baugruppen innerhalb von Geräten der Nachrichtentechnik, Elektronik und Messtechnik bezeichnet. Diskriminatoren dienen zur Auswertung analoger oder digitaler Signale, unter anderem zur Demodulation frequenzmodulierter Signale (FM-Signale).

## Auswertung frequenzmodulierter Signale
Ein FM-Diskriminator wandelt die Frequenzmodulation (FM) in eine Amplitudenmodulation (AM) oder Pulsweitenmodulation (PWM) um, die dann demoduliert wird. Die hier beschriebenen FM-Diskriminatoren sind nicht die einzigen Möglichkeiten, FM zu demodulieren; es existieren daneben noch der Koinzidenzdemodulator und der PLL-Demodulator. PLL-Demodulatoren werden manchmal ebenfalls als Diskriminatoren bezeichnet, obwohl sie ein anderes Arbeitsprinzip haben. Auch der Koinzidenzdemodulator wird manchmal als Koinzidenzdiskriminator und andererseits der Phasendiskriminator (s. unten) als Phasendemodulator bezeichnet.

### Phasendiskriminator

Schaltbild eines Phasendiskriminators

Die modulierte Spannung wird über einen Koppelkondensator Ck an die Mittelanzapfung der Spule L2 gegeben (siehe Schaltbild). Gleichzeitig wird in der Spule L2 eine Spannung induziert, die sich mit den zwei entstandenen Halb-Spannungen einmal gleich- und einmal gegensinnig addiert. Die Kreise sind so abgestimmt, dass sich die von den Dioden gleichgerichteten Spannungen an R1 und R2 bei Mittelfrequenz zu Null subtrahieren. Bei Frequenzänderung sind diese Spannungen nicht mehr gleich groß. Es entsteht eine der modulierenden Niederfrequenz proportionale Spannung am Ausgang. Der gesamte Vorgang vor der Demodulation entspricht einer Umwandlung der Frequenz- in eine Phasen- und schließlich in eine Amplitudenmodulation.
Anwendung findet der Phasendiskriminator in älteren UKW- und Fernsehempfängern zur Demodulation und AFC-Steuerspannungsgewinnung.

### Ratiodetektor
Der Ratiodetektor liefert ein von der relativen Frequenzabweichung gegenüber seinem Schwingkreis abhängiges Signal. Er ist ähnlich wie der Phasendiskriminator aufgebaut, die Dioden sind jedoch gegensinnig geschaltet und die gleichgerichteten Spannungen summieren sich. Die Ausgangsspannung wird bei ihm zwischen den beiden Widerständen und zwischen den beiden Kondensatoren abgenommen. Statt des Kondensators Ck gibt es eine dritte Spule zwischen der Mittelanzapfung von L2 und der Mitte zwischen den beiden Kondensatoren.
Der Ratiodetektor bietet bei der Frequenzdemodulation den Vorteil, dass er weniger von Amplitudenschwankungen beeinflusst wird.

### Zähldiskriminator
Der Zähldiskriminator zählt die Impulse je Zeitspanne und erzeugt eine Spannung, die einer sich ändernden, zum Beispiel aus einem frequenzmodulierten Wechselspannungssignal erzeugten Pulsfrequenz verhältnisgleich ist.

Er dient u. a. in digitalen Rundfunkempfängern zur Demodulation oder zur Anzeige der Empfangsfrequenz.
Der Zähldiskriminator liefert ein von der Absolutfrequenz abhängiges Signal.

### Pulsweitendiskriminator
Der Pulsweitendiskriminator basiert auf der Umwandlung einer Frequenzmodulation in eine Pulsweitenmodulation durch ein durch die zu demodulierende Frequenz getriggertes Monoflop. Aus der pulsweitenmodulierten Spannung kann mit einem Tiefpass ein zur Frequenz proportionales Signal gewonnen werden.

Anwendung findet er zum Beispiel zur Drehzahlmessung und -regelung oder auch zur Durchflussmessung anhand des Signales eines Inkrementalgebers, aber es gab auch einige wenige UKW-Empfänger (z. B. Kenwood KT-1000, KT-1100), welche das FM-Signal mit einem Pulsweitendiskriminator (pulse count detector) demodulierten.
Der Pulsweitendiskriminator liefert ein von der Absolutfrequenz abhängiges Signal.
Ein weiteres Monoflop kann dazu dienen, ein digitales Signal immer dann zu erzeugen, wenn die Frequenz einen bestimmten Wert über- oder unterschreitet. Mit drei Monoflops lässt sich ein Frequenz-Fensterdiskriminator (s. unten) aufbauen.

## Fensterdiskriminator
Ein Fensterdiskriminator dient der Auswertung der Höhe einer Gleichspannung. Fensterdiskriminatoren sind oft aus als Komparatoren geschalteten Operationsverstärkern aufgebaut.
Sie vergleichen eine Eingangsspannung mit zwei durch die Schaltung festgelegten Spannungspegeln, die ein  „Fenster“ definieren. Dazu wird aus einer Referenzspannung je einem Komparator die obere und die untere Grenze des Spannungsbereiches bereitgestellt.
Die digitalen Ausgänge der beiden Komparatoren sind diejenigen des Fensterdiskriminators. Sie  melden, ob die Eingangsspannung unter, innerhalb oder über dem Fensterbereich liegt.
Die beiden Ausgangssignale können zur weiteren Auswertung miteinander verknüpft werden, zum Beispiel zu einem Signal „innerhalb/außerhalb“, um beispielsweise bei der Herstellung elektronischer Bauelemente eine Entscheidung gut (innerhalb des Toleranz- bzw. Fensterbereiches) oder schlecht (außerhalb des Toleranzbereiches) zu treffen.
Weitere Anwendungsbeispiele sind Über- und Unterspannungserkennung (Netzspannung, Akkumulatoren) oder die Auswertung von Prozessgrößen (zum Beispiel Wasserdurchfluss zu groß – richtig – zu klein).
Fensterdiskriminatoren können auch digital zur Auswertung von Frequenzen oder als Software in einem Mikrocontroller realisiert werden.

## Strahlungsmesstechnik
Bei der Verarbeitung von Analog-Impulsen wie den Impulsen von Teilchen- und Strahlungsdetektoren werden ebenfalls Diskriminatoren verwendet. Diese Diskriminatoren dienen zur Unterscheidung der Nutzsignale von anderen, kleineren Impulsen (beispielsweise vom Dunkelstrom des Detektors) oder auch zur Gewinnung von Zeitmarken für das Auftreten der Impulse.

### Unterscheidung von Impulshöhen

#### Schwellendiskriminator
Der Schwellendiskriminator ist im Wesentlichen ein Komparator. Er liefert einen Normimpuls, wenn der Eingangsimpuls ein gewähltes Spannungsniveau überschreitet.

#### Einkanalanalysator
Der Einkanalanalysator enthält zwei baugleiche Schwellendiskriminatoren mit verschieden eingestellten Schwellenspannungen; er funktioniert ähnlich dem oben genannten Fensterdiskriminator. Ein Ausgangs-Normimpuls erscheint, wenn die Höhe des Eingangsimpulses im „Fenster“ liegt. Wird das Spannungsfenster nach und nach mit gleichbleibender Breite über den gesamten Bereich der Eingangs-Impulshöhe verschoben, kann durch Registrieren der Ausgangsimpulse das Impulshöhenspektrum, also die Häufigkeitsverteilung der Impulshöhen, gemessen werden (vorausgesetzt, dass diese Verteilung und die Gesamt-Impulsrate pro Zeitspanne sich während der Dauer der Messung nicht ändern).
Die Bezeichnung ist in Anlehnung an den Vielkanalanalysator gewählt worden, der ebenfalls zur Analyse (Messung) von Impulshöhenspektren dient.

### Zeitmarkengewinnung
Für Koinzidenzmessungen muss aus den Eingangsimpulsen verschiedener Höhe und u. U. verschiedener Form ein definiertes Logiksignal gewonnen werden. In einfacheren Fällen genügt dafür ein Schwellendiskriminator mit relativ tiefer Schwelle. Er ergibt jedoch eine systematische Abhängigkeit des Zeitpunktes von der Impulshöhe, denn die Impulse haben meist eine mehr oder weniger konstante Anstiegszeit, so dass ein höherer Impuls, vom Signalbeginn an gerechnet, die Schwelle früher überschreitet als ein kleinerer.
Diese Abhängigkeit (englisch als walk bezeichnet) wird vermieden oder verringert durch einen Diskriminator, der den Zeitpunkt nicht aus dem Überschreiten einer festen Schwellenspannung, sondern aus dem Erreichen eines bestimmten Bruchteils der Impulshöhe bestimmt. Dieses Gerät heißt englisch Constant Fraction Discriminator. Eine mögliche deutsche Bezeichnung ist „Proportionaldiskriminator“.